# Eugenia sonderiana
Eugenia sonderiana är en myrtenväxtart som beskrevs av Otto Karl Berg. Eugenia sonderiana ingår i släktet Eugenia och familjen myrtenväxter. Inga underarter finns listade i Catalogue of Life.